# Ерлен (Тургау)
Ерлен (нім. Erlen TG) — громада  в Швейцарії в кантоні Тургау, округ Вайнфельден.

## Географія
Ерлен має площу 12,2 км², з яких на 15,3% дозволяється будівництво (житлове та будівництво доріг), 68,9% використовуються в сільськогосподарських цілях, 14,9% зайнято лісами, 0,9% не є продуктивними (річки, льодовики або гори).

## Демографія
2019 року в громаді мешкало 3779 осіб (+18,7% порівняно з 2010 роком), іноземців було 27%. Густота населення становила 310 осіб/км².
За віковим діапазоном населення розподілялося таким чином: 24% — особи молодші 20 років, 62,3% — особи у віці 20—64 років, 13,7% — особи у віці 65 років та старші. Було 1488 помешкань (у середньому 2,5 особи в помешканні).
Із загальної кількості 1338 працюючих 167 було зайнятих в первинному секторі, 567 — в обробній промисловості, 604 — в галузі послуг.